# Corona 112
Corona 112 – amerykański wojskowy satelita rozpoznawczy przeznaczony do wykonywania zdjęć powierzchni Ziemi. Trzydziesty szósty statek serii KeyHole-4A tajnego programu CORONA. Kapsuły powrotne odzyskano w locie nad Pacyfikiem 25 września (1035-1) i 30 września (1035-2) 1966 roku. 

## Opis

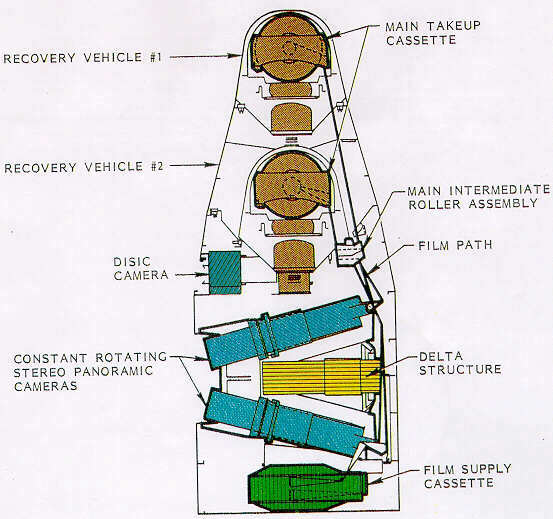
Przekrój pokazujący budowę satelity typu KH-4A

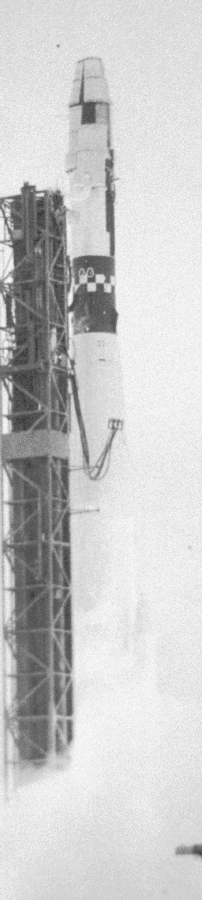
Start rakiety Thor SLV2A Agena D z satelitą Corona 112 (KH-4A 1035), 20 września 1966 roku

Głównym komponentem satelity były dwie szerokokątne kamery wyprodukowane przez Itek Corporation, z obiektywem o ogniskowej 610 mm, ze średnicą soczewek 180 mm. Kamery obsługiwały czarno-białą błonę fotograficzną o szerokości 70 mm wyprodukowaną przez firmę Eastman Kodak. Uzyskiwana rozdzielczość zdjęć dochodziła do 170 linii na 1 milimetr filmu. Film po naświetleniu był przesuwany za pomocą zestawu rolek do odpowiedniej kapsuły. Na początku misji naświetlony film był przekazywany do kapsuły nr 1, która następnie oddzielała się od satelity, lądowała na spadochronie w rejonie Pacyfiku i była przechwytywana podczas opadania przez specjalnie do tego przystosowany samolot. Następnie cykl powtarzano w odniesieniu do kapsuły nr 2 .
Stabilizację satelity zapewniał system składający się z dwóch dodatkowych kamer (stellar index cameras) i silników korekcyjnych. Kamery te skierowane na wybrane gwiazdy, gwarantowały, że główne kamery szerokokątne są skierowane w kierunku Ziemi. W przypadku wykrycia tendencji do utraty kontaktu z gwiazdami, uruchamiane były silniki korekcyjne . 

## Misja
Misja rozpoczęła się 20 września 1966 roku, kiedy rakieta Thor SLV-2A Agena D wyniosła z kosmodromu Vandenberg na niską orbitę okołoziemską 36. satelitę z serii KH-4A. Po znalezieniu się na orbicie KH-4A 1035 otrzymał oznaczenie COSPAR 1966-085A. Śledzeniem i sterowaniem satelitą zajmował się naziemny ośrodek Satellite Test Center w Sunnyvale.
Kapsuła 1035-1 lądowała na Pacyfiku 25 września, 1035-2 lądowała 30 września 1966 roku.
Jakość wykonanych przez satelitę zdjęć uznano za dobrą, porównywalną do jakości z poprzednich misji. W porównaniu do poprzednich misji znacznie poprawiono ochronę błony fotograficznej przed niepożądanym naświetleniem, dzięki lepszej izolacji i uszczelnieniu aparatu. Sfotografowano 173 cele, gdzie przy 59, jakość zdjęć była niskiej jakości z powodu zachmurzenia. Podczas 20 procent przelotów, nad celem nie było chmur lub przesłaniały one do 10 procent fotografowanego obszaru. W 55 procentach przelotów, odbywały się one w warunkach gdzie chmury przesłaniały od 26 do 99 procent fotografowanego obszaru. W przypadku 10 procent przelotów chmury zasłaniały cel w 100 procentach. 
Satelita fotografował głównie cele znajdujące się na terenie ZSRR. Kolejno pod względem liczby wykonanych zdjęć były cele na terytorium Chin i Brazylii. Niewielką liczbę celów sfotografowano także m.in. w Afryce.
Satelita spłonął w atmosferze 12 października 1966 roku .